# Óriás-medvelepke
Az óriás-medvelepke (Pericallia matronula) Európától Kelet-Ázsiáig előforduló nagy méretű medvelepkefaj. Magyarországon fokozottan védett.
Nemének egyetlen faja.

## Megjelenése

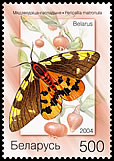
Óriás-medvelepke egy belorusz bélyegen

Az óriás-medvelepke szárnyfesztávolsága 75–90 mm, elülső szárnyainak hossza 37–43 mm. Az elülső szárnyak sötétbarna-barna, felső szegélyük mentén 4-5 szabálytalan formájú, fehér vagy világossárga folt található. A hátulsó szárnyak sárgák vagy narancsszínűek, rajtuk nagyjából két sorba rendeződött, nagy, fekete, szabálytalan alakú fekete folt helyezkedik el. Feje és potroha piros, tora barna és piros csíkos. Potrohán hosszában sötét foltok sora (szelvényenként egy) látható. A nőstények valamivel világosabb színezetűek és nagyobbak, mint a hímek.
A hernyói kezdetben halvány zöldessárgák, ritkás hosszú szőrökkel. A kifejlett hernyó hossza elérheti a 100 mm-t, sűrűn borítják az akár 15 mm hosszú, sötét- vagy világosbarna szőrszálak. Bábja sötétbarna. 

## Elterjedése és életmódja
Európától Dél-Szibérián keresztül Észak-Kínáig és Japánig előfordul. Európának a középső és keleti részén található meg, de mindenütt ritka, populációi szigetszerűek. Nagyobb számban csak az Alpok keleti felén és Kelet-Európa középső és déli részein él. Magyarországon a Kőszegi- és Zempléni-hegységben fordul elő, de nagyon ritka.
Melegkedvelő faj, ennek ellenére inkább hegyvidékeken található meg. Kedvenc élőhelye az erdős-sziklás lejtők, szurdokvölgyek vagy a tavakat, folyóvölgyeket övező, fákkal-bokrokkal sűrűn benőtt hegy- és domboldalak. Alacsony hidegtűrése miatt az Alpokban nem merészkedik túl magasra.
Az imágók június közepétől júliusig repülnek szürkületkor és éjjel, de néha láthatóak napközben is. A nőstény a tápnövény levelének fonákjára rakja le petéinek nagyobb csoportjait. A hernyó tápnövényei a mogyorófajok (Corylus), az ükörkelonc (Lonicera xylosteum), a kecskefűz (Salix caprea), a kőrisfajok (Fraxinus), a dió (Juglans regia), az oroszlánfog-fajok (Leontodon), a zelnicemeggy (Prunus padus) és a vadcseresznye (Prunus avium). Fejlődése hosszú, két évig tart, vagyis a hernyó kétszer telel át, mielőtt bebábozódna.
Magyarországon fokozottan védett, természetvédelmi értéke 100 000 Ft. 